# ساوت کولبی (واشینگتن)
ساوت کولبی (به انگلیسی: South Colby) یک منطقهٔ مسکونی در ایالات متحده آمریکا است که در شهرستان کیتساپ، واشینگتن واقع شده‌است.